# 宮島サービスエリア

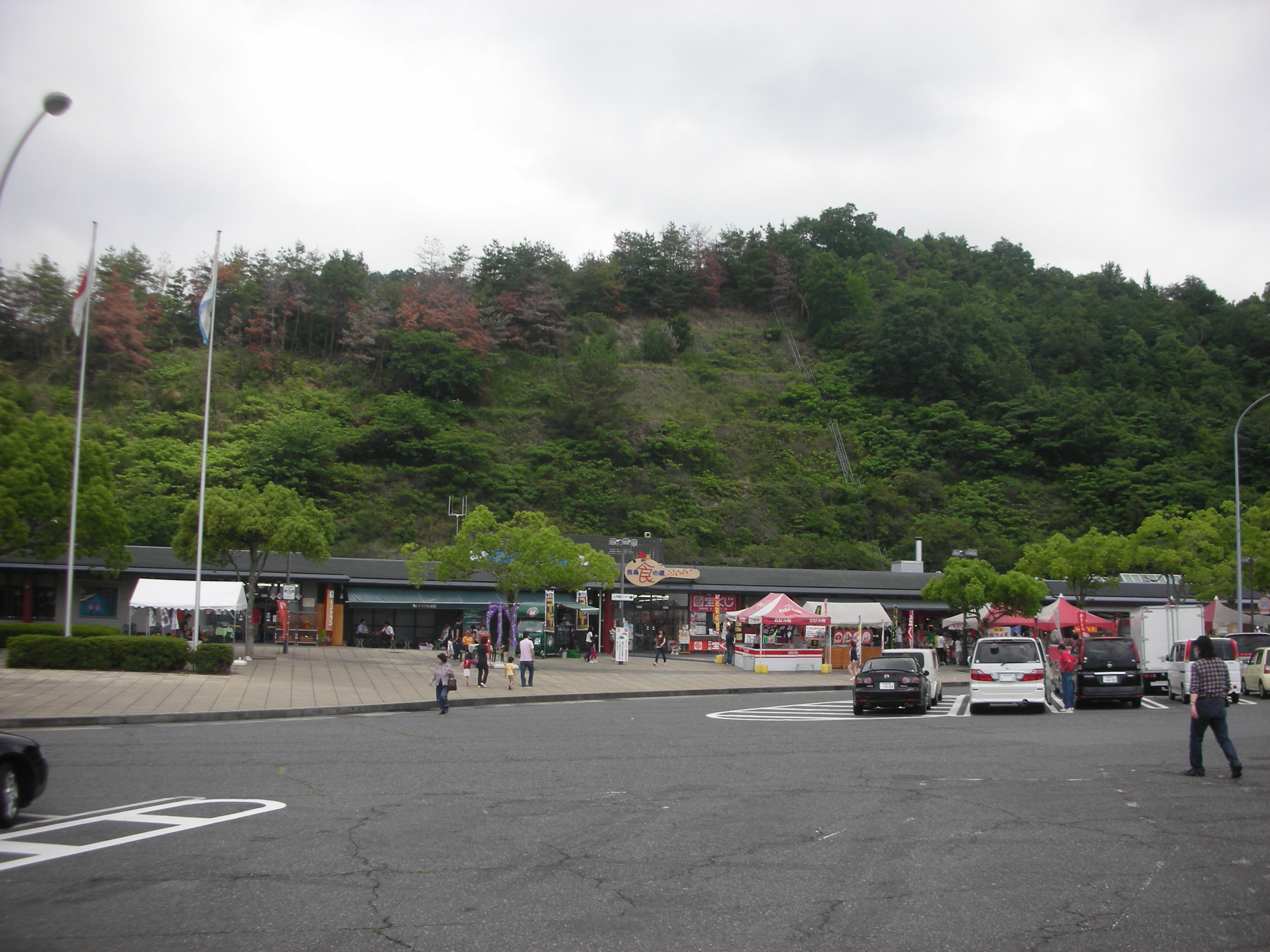
宮島サービスエリア上り線（広島県廿日市市）

宮島サービスエリア（みやじまサービスエリア）は広島県廿日市市上平良字広池にある山陽自動車道のサービスエリア。宮島スマートインターチェンジが併設されている。

## 概要
2011年（平成23年）11月1日に本SAの上り線に株式会社旅籠屋が経営するホテル「ファミリーロッジ旅籠屋 宮島SA店」がオープン。国内5番目、西日本高速道路管内では2番目のハイウェイホテル（高速道路に直結したホテル）となった。
「宮島サービスエリア」という名称であるが、廿日市市宮島町や宮島口駅からは離れており、廿日市市街に近い位置にある。岩国方面から宮島方面へのアクセスには宮島SAスマートICではなく大野ICが便利である。
下り線の道路崖にはかつて花時計が設置されていたが、現在は時計部分が撤去されており、円形の植え込みのみが残されている。
構造上、下り線はスマートICでの流入時、上り線は流出時に本エリアの施設が利用できない。

## 道路
- E2 山陽自動車道

## 歴史
- 1987年（昭和62年）2月26日 : 山陽自動車道の五日市IC - 廿日市JCT間、広島岩国道路の廿日市IC - 廿日市JCT間の開通とともに供用開始。
- 2007年（平成19年）3月1日 : 上り線のガソリンスタンドをキグナス石油（伊藤忠エネクスホームライフ西日本）からジャパンエナジー（西日本宇佐美）へ変更。
- 2008年（平成20年）3月2日 : 上下線ともにスマートインターチェンジ社会実験開始。普通自動車（車長6m以下）と軽自動車のETC搭載車のみ利用可能。また利用時間は午前6時から午後10時までの16時間。
- 2009年（平成21年）4月1日 : スマートインターチェンジの社会実験が終了し、恒久化される[2]。
- 2011年（平成23年）11月1日 : 上り線にファミリーロッジ旅籠屋 宮島SA店開店[3]。
- 2013年（平成25年）10月31日 : アクセス道路の整備が完了したことから、スマートインターチェンジの大型車による利用も可能となり、利用時間もそれまでの1日16時間から24時間化された[4]。

## 施設

### 上り線（広島・岡山方面）
- 駐車場
  - 大型45台
  - 小型90台
  - 車椅子用駐車場有
- トイレ（トイレは第2トイレも含む）
  - 男性　大8（和式1・洋式7）・小11
  - 女性　24（和式8・洋式16）・子供用トイレ1（洋式1）
  - 車椅子用　1
- ガソリンスタンド（ENEOS（西日本宇佐美）、 24時間）

以前はキグナス石油であった。
- 電気自動車用急速充電器（24時間、要事前登録）
- レストラン「も味字(もみじ)」（11:00 - 21:00（ラストオーダー20:30））
- スナック（24時間）
- ショッピング（24時間）
- 自動販売機
- 携帯電話充電器（24時間）
- インフォメーション・FAXサービス（平日9:00 - 17:00 / 土曜・日曜・祝日9:00 - 18:00）
- ハイウェイ情報ターミナル
- ハイウェイホテル「ファミリーロッジ旅籠屋」 （チェックイン15:00 - 23:00 / チェックアウト11:00）
- 宝くじ（9:00 - 17:00）
- ウェルカムゲート（24時間、駐車場6台）

### 下り線（岩国・北九州方面）
- 駐車場
  - 大型47台
  - 小型120台
  - 車椅子用駐車場有
- トイレ（トイレは第2トイレも含む）
  - 男性 大8（和式1・洋式7）・小11

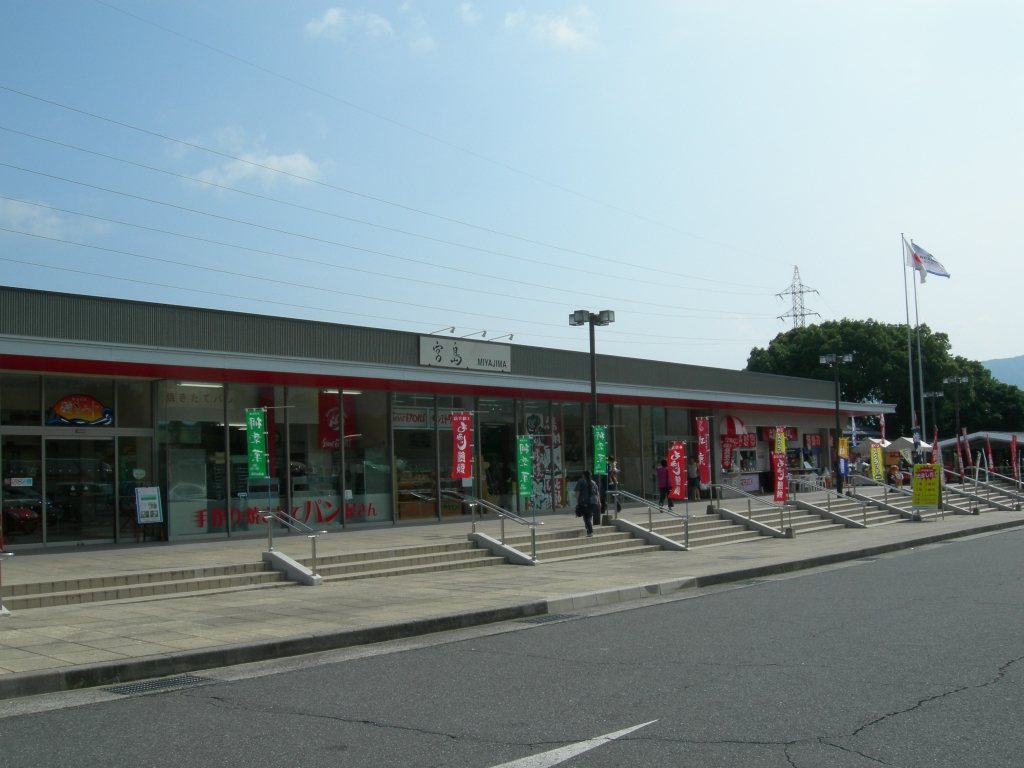
下り線施設

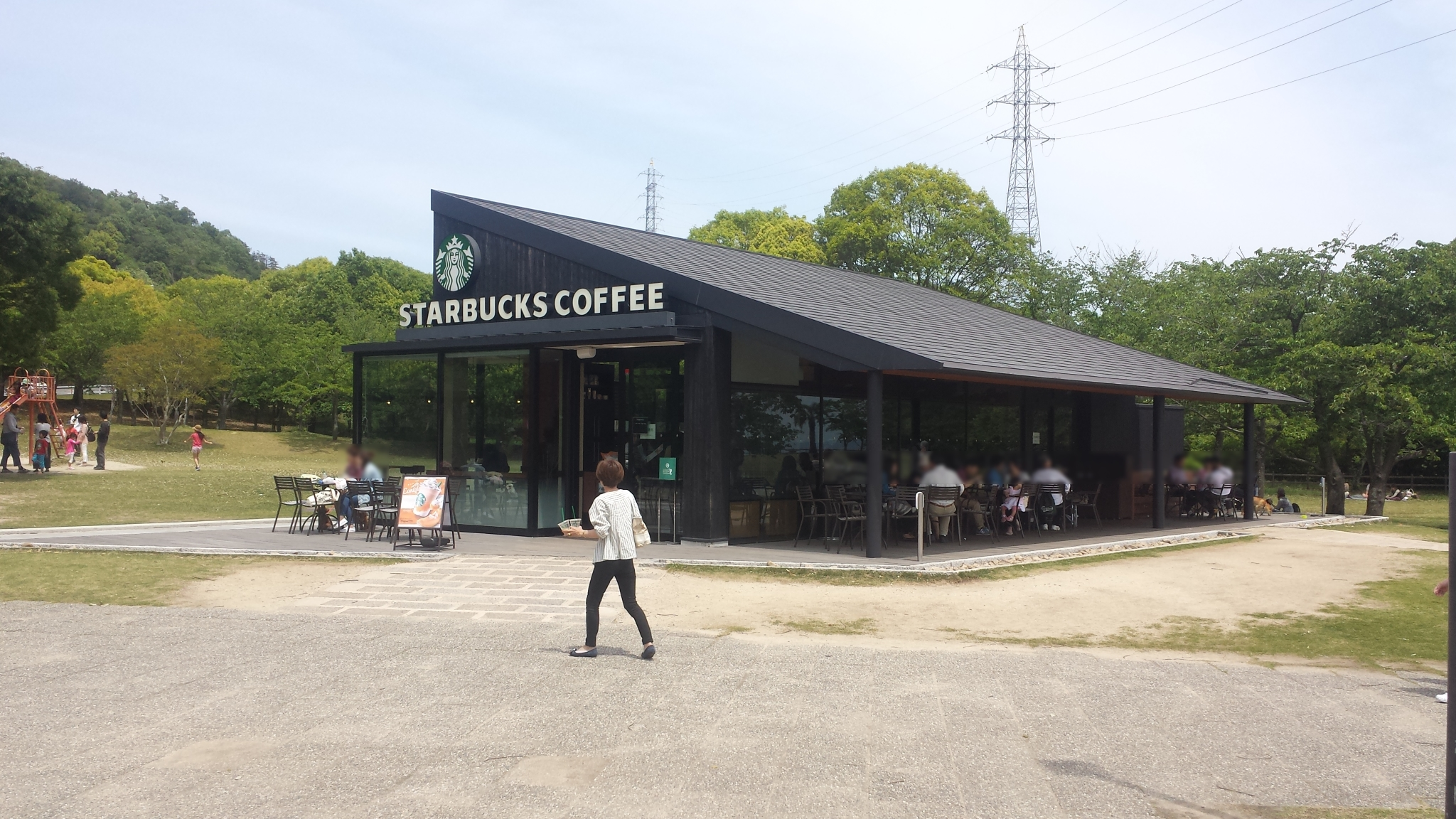
スターバックス

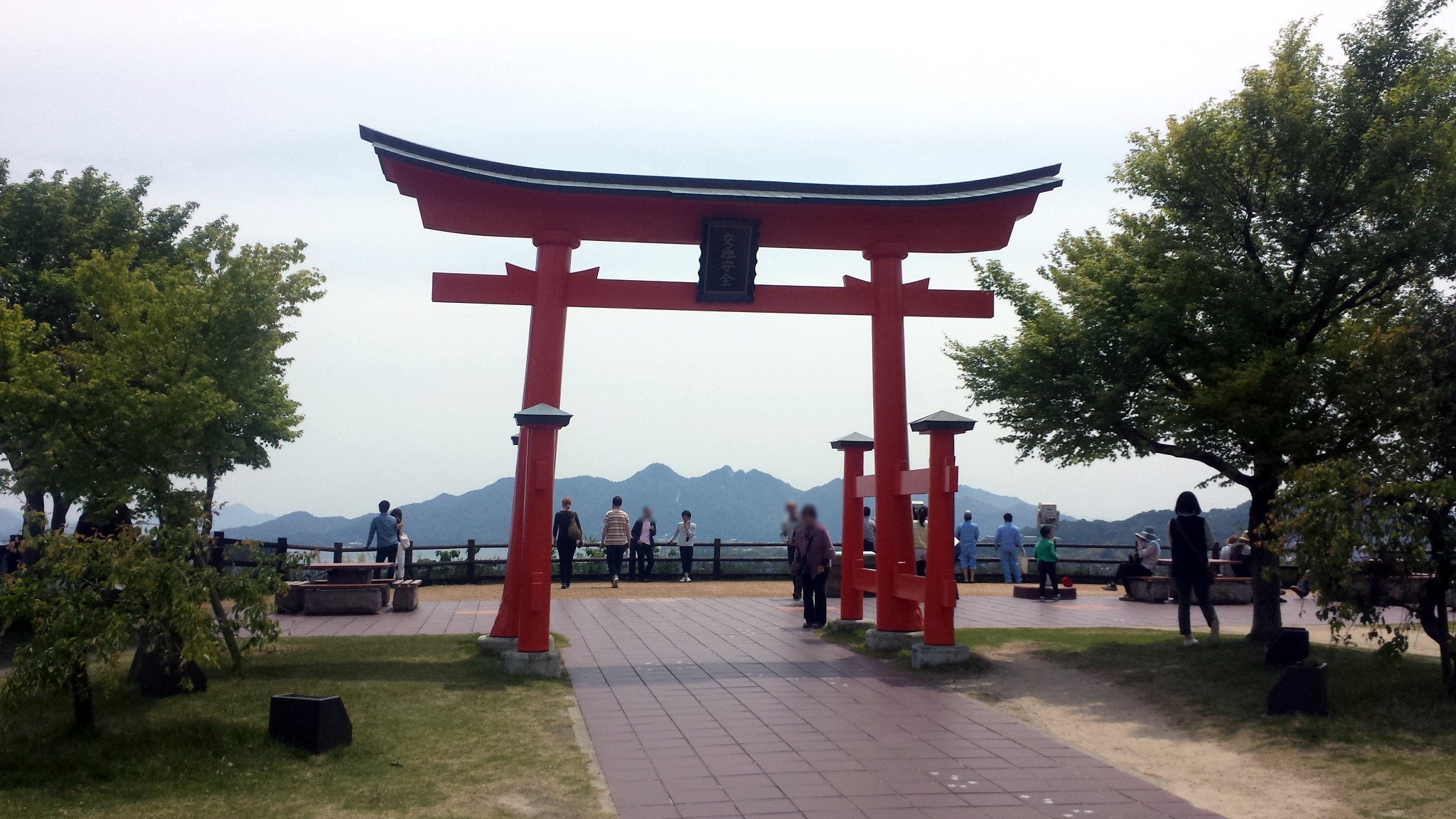
施設内に設置された大鳥居。
後方に見えるのは厳島

  - 女性 24（和式8・洋式16）・子供用トイレ1（洋式1）
  - 車椅子用　1
- ガソリンスタンド（ENEOS（三愛石油）、24時間）

以前は共同石油→JOMOであった。
- 電気自動車用急速充電器（24時間、要事前登録）
- レストラン 「磯もみじ」（広電宮島ガーデン、平日11:00 - 21:00（ラストオーダー20:30） / 休日7:00 - 21:00（ラストオーダー20:30））
- ベーカリーコーナー（サンエトワール、7:00 - 20:00）
- スナック（広電宮島ガーデン、24時間）
- ショッピング（広電宮島ガーデン、24時間）
- スターバックスコーヒー （7:00 - 21:00）
- 宝くじ（9:00 - 17:00）
- ATM（イーネット（広島銀行管理））
- アウトドアセレクトショップ（8:00 - 19:00）[5]
- インフォメーション・FAX&コピーサービス（平日9:00 - 17:00 / 休日8:00 - 17:00）
- ウェルカムゲート（24時間、駐車場18台）

## 隣
E2 山陽自動車道
(31)五日市IC - (31-1)宮島SA/SIC - (32)廿日市JCT